# Церква Собору Івана Хрестителя (Кам'янка-Спасівка)
Церква Собору Івана Хрестителя в Спавсівці — парафія і храм греко-католицької громади Кам'янець-Подільського деканату Кам'янець-Подільської єпархії Української греко-католицької церкви в селі Спасівка Хмельницької области.

## Історія церкви
У 2012 році в селі Спасівка була заснована парафія з благословення митрополита Василія Семенюка. Навесні того ж року митрополит Василій разом з отцем Ігорем Топоровським прибув до села і благословив місце в його центрі для будівництва храму.
Головним ініціатором і жертводавцем був сам митрополит Василій Семенюк. Фінансову підтримку також надали родини Дрогоруб, Додічів, Зарічних, Новоселецьких, В. Гуменний та інші мешканці Спасівки й сусідніх сіл. Значний внесок зробили парафіяни Зарваницького протопресвітеріату на Теребовлянщині, очолювані протопресвітером отцем Володимиром Топоровським.
17 листопада 2012 року митрополит Тернопільсько-Зборівський архиєпископ Василій Семенюк освятив новий храм.
При парафії діють спільноти «Матері в молитві», Українська молодь — Христові та Вівтарна дружина.

## Парохи
- о. Ігор Топоровський (з 2012).